# Chantada
Chantada är en kommun i Spanien. Den ligger i provinsen Lugo i den autonoma regionen Galicien i nordvästra delen av landet, 400 km nordväst om huvudstaden Madrid. Antalet invånare är 8 092 (2024). Arean är 176,73 kvadratkilometer. Chantada gränsar till Taboada, Carballedo, O Saviñao, Rodeiro och Pantón.